# Reichsstraße 149
Die Reichsstraße 149 (R 149) war bis 1945 eine Staatsstraße des Deutschen Reiches in der damaligen preußischen Provinz Schlesien. Sie verlief von Brieg (heute Brzeg) an der damaligen Reichsstraße 5 in südwestlicher Richtung auf der Trasse der heutigen DW 401 über Przylesie (Konradswaldau) bis zu ihrer Einmündung in die Reichsstraße 148 in der Nähe der Anschlussstelle Brzeg (früher Przylesie) der heutigen Autostrada A4 (Polen). 
Ihre Gesamtlänge betrug rund 13 Kilometer.